# Bragasellus seabrai
Bragasellus seabrai là một loài chân đều trong họ Asellidae. Loài này được Braga miêu tả khoa học năm 1943.